# Epitheca canis
Epitheca canis – gatunek ważki z rodziny szklarkowatych (Corduliidae). Występuje na terenie Ameryki Północnej.

## Charakterystyka
- Ubarwienie: Skrzydła różnią się odcieniem od jasnego do bursztynowo-brązowego, w zależności od wieku i płci. Zdarza się, że skrzydła starszych samic są często myte brązem;
- Wielkość: waha się od 1,7 do 1,9 cala;
- Sezon występowania: preferuje stawy bagienne, powolne strumienie i podmokłe jeziora;
- Siedlisko: od połowy maja do początku lipca[3].